# Трабша Станіслав Болеславович
Станіслав Болеславович Трабша (народився 25 листопада 1866 — помер ?) — український педагог, латиніст. 
Навчався на історико-філологічному факультеті  університету св. Володимира.
Викладав у Першій Олександрівській класичній гімназії і в гімназії Володимира Науменка.

## Видатні учні
- Микола Зеров, виділив Станіслава Трабшу у автобіографії 29 травня 1928, навчався у Першій Олександрівській класичній гімназії.[2]
- Максим Рильський, навчався в гімназії Володимира Науменка.[2] Ось як писав Максим Рильський про Станіслава Трабшу у своїй автобіографії[3]:

| Латиніст Станіслав Трабша велику відограв роль у формуванні мого естетичного світогляду, прищепивши глибоку, на все життя, любов до античного світу і мистецтва. |
- Михайло Булгаков, російський письменник та драматург. Ось що пише про це литературознавець Лідія Яновська, яка протягом багатьох років працювала у київських архівах[4]:

| Латынь Булгакову преподавал все шесть лет гимназического курса латыни, с третьего класса по восьмой, <...> Станислав Болеславович Трабша... О преподавателе латинского языка Станиславе Болеславовиче Трабше в сборнике «Столетие Киевской первой гимназии» несколько официальных строк: преподавал в этой гимназии древние языки с 1896 года. На групповом фотоснимке – тщательно застегнутый сюртук, лысая голова «толкачом», серьезное, твердое лицо. |